# Palazzo Sanseverino (Vigevano)
Palazzo Sanseverino è un palazzo situato a Vigevano.

## Descrizione e storia
Situato ad ovest del centro storico, in fondo al corso della Repubblica che si diparte dall'ingresso neogotico del castello. Il complesso si presenta fortemente alterato nelle facciate esterne, tanto che non se ne riconoscono le origini rinascimentali e si fatica a coglierne l'aspetto monumentale conservato invece nel cortile interno caratterizzato sul lato nord da un ampio porticato ed un loggiato aereo sorretto da mensole in granito sugli altri lati. In origine gli accessi erano due, uno verso la campagna ad ovest e un altro verso la città ad est, mentre l'attuale ingresso era occupato da uno scalone; un ulteriore passaggio posto sul lato nord conduceva al giardino dove si trovava una scuderia.
Costruito nel 1492 sotto la direzione di Sebastiano Altavilla di Alba come abitazione di Galeazzo Sanseverino comandante la guarnigione sforzesca e sposo di una figlia naturale di Ludovico il Moro Bianca Giovanna, nel 1496 viene trasformato dal Moro in fortezza, con la costruzione di una cinta muraria con quattro torri tonde ed un fossato a circuito del palazzo e del suo giardino, che viene quindi chiamata "Rocca Nuova" in contrapposizione alla rocca edificata da Luchino Visconti, situata ad est dell'abitato che viene così denominata "Rocca Vecchia". All'inizio del Cinquecento, sotto il marchesato di Giangiacomo Trivulzio, si rinforzano gli accessi con la costruzione dei rivellini. Nel 1535, poco prima della sua morte, il Duca Francesco II Sforza fa costruire il porticato con il piano sovrastante e decorare i prospetti sulla corte. Nel 1543, per volontà di Alfonso III d'Avalos viene realizzato un terrapieno di difesa esterna che comporta la demolizione di 42 case, soprattutto verso il castello. Nel 1646, dopo la conquista francese dell'anno prima, la rocca viene presa dagli spagnoli che ne demoliscono le strutture difensive. Si salva dalla distruzione il palazzo e parte della muratura edificata da Ludovico il Moro sul lato ovest, di tale muratura ne rimane un ampio tratto con l'originale accesso verso la campagna. Nel 1655 Giovanna Eustachia della Santa Croce riceve in dono dal Re di Spagna il palazzo e le macerie delle fortificazioni, che vengono vendute, quindi trasforma l'edificio in un monastero dedicato a S. Chiara con la costruzione di una chiesa addossata al lato sud e consacrata nel 1680, sul sito dell'attuale strada. Nel 1805 il monastero viene soppresso quindi il palazzo viene lottizzato e acquistato da privati che lo trasformano in abitazioni, demoliscono la chiesa e realizzano a loro spese l'attuale strada. Con la costruzione della strada odierna gli ingressi originali vengono chiusi e si realizza quello attuale con la ricostruzione della parte su cui addossava la chiesa e il rimaneggiamento della facciata della parte sud-ovest che viene occupata dall'albergo "della Corona". Verso la fine dell'Ottocento vengono costruiti i due edifici situati tra il palazzo e la superstite muratura della rocca, edifici che fino a pochi decenni fa, insieme a parte del palazzo, hanno ospitato l'albergo "dei Tre Re". Nel 1937 viene ristrutturata la parte sud-est del corpo su strada con il rifacimento della facciata nella forma attuale. Parte delle mura superstiti della rocca voluta dal Moro vengono ulteriormente demolite con la costruzione di un edificio negli anni sessanta.